# Cathaymyrus
Il cataimiro (gen Cathaymyrus) è un cordato estinto, forse appartenente ai cefalocordati. Visse nel Cambriano inferiore (circa 520 milioni di anni fa) e i suoi resti fossili sono stati ritrovati in Cina. È uno dei più antichi cordati conosciuti.

## Descrizione
Lungo dai 2,5 ai 5 centimetri, questo animale doveva avere un corpo slanciato e segmentato, privo di una testa distinta. I segmenti assomigliavano ai miomeri a forma di V caratteristici dei cefalocordati attuali (genere Branchiostoma), ma in Cathaymyrus erano maggiormente a forma di S. I fossili mostrano una lunga impronta lineare lungo il dorso del corpo, che assomiglia molto alla notocorda dei cordati. Una caratteristica importante di Cathaymyrus era la presenza di fessure branchiali nella zona della faringe.

## Classificazione
Cathaymyrus venne descritto per la prima volta nel 1996, sulla base di resti fossili rinvenuti nella zona di Chengjiang nella provincia di Yunnan (Cina), in terreni risalenti al Cambriano inferiore. La specie tipo è Cathaymyrus diadexus, ma successivamente è stata descritta un'altra specie (Cathaymyrus haikouensis) dalla zona di Haikou, nei pressi di Kunming (Cina).
Cathaymyrus è stato attribuito ai cefalocordati (attualmente rappresentati dagli anfiossi come Branchiostoma e Asymmetron) ed è stato anche avvicinato a Pikaia, un altro cordato arcaico leggermente più recente, i cui fossili sono stati ritrovati in Canada, nel famoso giacimento di Burgess Shale. Un altro animale simile era Zhongxiniscus, di dimensioni minori.